# Нульове закінчення
Нульове́ закі́нчення, або нульова флексія — у мовознавстві, зокрема морфології, відсутність флексії в одній із форм змінюваних слів; матеріально не виражене закінчення, яке виділяється за зіставленням з іншими співвідносними нормами, де закінчення матеріально виражене
У морфемному розборові нульова флексія позначається знаком ø.

## Українська мова
В усіх іменниках чоловічого роду на приголосний II відміни твердої групи у називному відмінку виступає нульова флексія (дуб, палац, двір тощо).
У родовому відмінку множини іменники I відміни мають нульове закінчення або закінчення -ей, -ів. Це іменники твердої, м'якої та мішаної груп: баб (і бабів), верст (від верста), верств (від верства) і верстов (від верства — давня міра відстані), вигід (від вигода), губ (і губів), доріг, машин, назв, фабрик, шкіл; бур, долонь, легень (і легенів), надій, робітниць; вдач, меж, площ і т. д..
Нульова флексія характерна і частині іменників на -и,-і (-ї) (н-д, ґрати — ґрат, ґринджоли — ґринджол, древляни — древлян), а також частині іменників, які можуть втрачати суфікс -ин- (селян, подолян, галичан, болгар, татар) та в більшості іменників середнього роду (вікон, гнізд, решіт, сердець, волокон, знань, завдань, розгалужень).
У ряді дієслів минулого часу чоловічого роду (брав, кохав тощо).